# Krystyna Tkacz

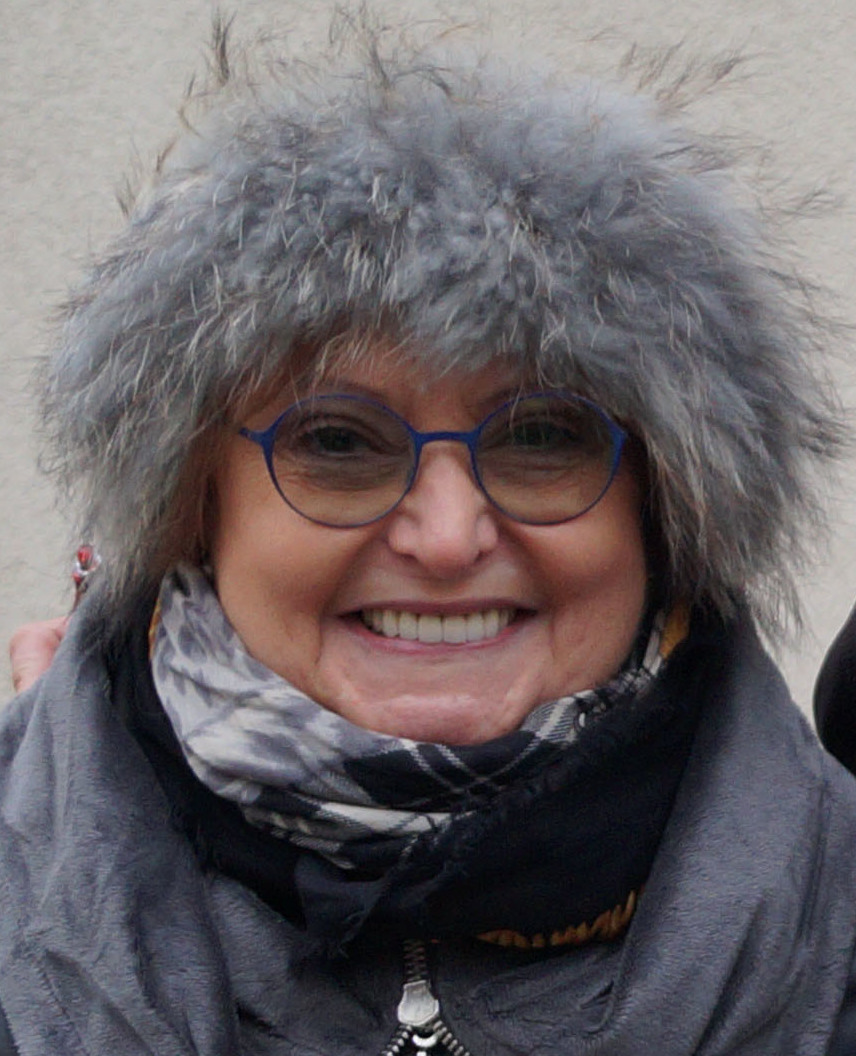
Krystyna Tkacz im Jahr 2016

Krystyna Tkacz (* 19. März 1947 in Breslau, Polen) ist eine polnische Schauspielerin und Sängerin.

## Leben
Krystyna Tkacz wurde 1947 im Breslau geboren. Sie absolvierte die Ludwik-Solski-Akademie für darstellende Kunst (PWST) in Krakau und machte 1972 ihren Abschluss. Sie begann ihren beruflichen Werdegang als Theaterschauspielerin am Polnischen Theater in Posen, an dem sie am 16. September 1972 ihr Debüt in der Rolle der Klara in Aleksander Fredros Die Rache gab. Im Verlauf ihrer Karriere spielte sie an verschiedenen Theatern in Polen in über 100 Rollen. Bis 1974 spielte Krystyna Tkacz am Polnischen Theater in Posen, im Anschluss daran ging sie nach Warschau und spielte dort bis 1979 am Rozmaitości-Theater, bis 1982 am Komedia-Theater und bis 1988 am Współczesny-Theater. 1988 wechselte sie ins Ensemble des Warschauer Ateneum-Theaters, wo Tkacz seitdem auftritt.
Krystyna Tkaczs künstlerisches Schaffen umfasst mehr als 100 Produktionen in Film und Fernsehen. Ihr Debüt gab sie 1975 in dem Film Strach. Sie spielte unter anderem 1987 die Königin in dem Film Pierścień i róża, 2002 in Der Tag eines Spinners (im Original Dzien swira), 2005 in Pare osób, maly czas und 2009 in Das Revers (Rewers). Für ihre Rolle in Pare osób, maly czas wurde sie beim Polnischen Filmpreis im Jahr 2008 als Beste Nebendarstellerin nominiert.
Auch als Sängerin ist Krystyna Tkaczs erfolgreich, interpretierte unter anderem Lieder von Édith Piaf, Jonasz Kofta, Bulat Okudschawa, Jacques Brel oder Stanisław Staszewski. Sie veröffentlichte zwischen 1988 und 2013 insgesamt vier Alben.

## Filmografie
- 1975: Strach
- 1987: Pierścień i róża
- 2002: Der Tag eines Spinners (Dzien swira)
- 2005: Pare osób, maly czas
- 2009: Das Revers (Rewers)
- 2019: Dunkel, fast Nacht (Ciemno, prawie noc )

## Diskografie
- 1988: Śpiewający aktorzy
- 2003: W drodze pod wiatr. Złota Kolekcja
- 2010: Krystyna Tkacz śpiewa Kurta Tucholsky'ego
- 2013: Koncerty w Trójce vol. 3. Nie jesteś sama. Piosenki Agnieszki Osieckiej